# Samuel Durrance
Samuel Thornton Durrance (Tallahassee, 17 settembre 1943 – Viera, 5 maggio 2023) è stato un astronauta e astrofisico statunitense. Ha partecipato a due missioni spaziali STS-35 (1990) e STS-67 (1995) come specialista del carico utile Hopkins Ultraviolet Telescope.
Durrance è morto nel 2023, per le complicazioni della malattia di Parkinson e della malattia di Alzheimer.